# Kunbir telephoroides
Kunbir telephoroides là một loài bọ cánh cứng trong họ Cerambycidae.